# 中井健介
中井 健介（なかい けんすけ、1989年7月4日 - ）は、日本国籍のフットサル選手、YouTuber。出身は兵庫県。

## 経歴
小学4年生からサッカーを始める。滝川第二高校サッカー部のセレクションを受けるも、3次セレクションまである入部セレクションには不合格。しかし、滝川第二高校サッカー部に入部したい中井は監督と話し合い、「3年間、試合に出られなくてもいいなら入部を認める」と条件付きで入部を認められた。入部当初は1番下手だったと自負する中井だったが、2年生の時にトップチームに昇格し、3年生ではレギュラーを勝ち取った。
専修大学サッカー部に一般入試で進学し、大学でも1番下のEチームからスタートし、最終的にはAチーム（トップチーム）に昇格した。大学3年生の時にペスカドーラ町田のセレクションを受験し、合格。大学卒業後は居酒屋でバイトをしながら、セカンドチームのペスカドーラ町田アスピランチでプレー。翌年にトップチームに昇格し、Fリーグデビューを果たす。
2018年、ペスカドーラ町田を退団。

## 所属クラブ

### サッカー
- FC西神
- 滝川第二高校サッカー部
- 専修大学サッカー部

### フットサル
- 2012年 ペスカドーラ町田アスピランチ
- 2013年 - 2018年 ペスカドーラ町田